# Basamadi
Basamadi – gaun wikas samiti w środkowej części Nepalu w strefie Narajani w dystrykcie Makwanpur. Według nepalskiego spisu powszechnego z 2001 roku liczył on 2545 gospodarstw domowych i 14170 mieszkańców (6957 kobiet i 7213 mężczyzn).